# Corinna Dentoni
Corinna Dentoni (Pietrasanta, 1989. július 30. –) olasz teniszezőnő. 2004-ben kezdte profi pályafutását, négy egyéni és egy páros ITF-torna győztese. Legjobb egyéni világranglista-helyezése száznegyvenedik volt, ezt 2008 decemberében érte el. Eddigi egyetlen Grand Slam-tornáján, a 2009-es Roland Garroson az első körben búcsúzott.

## Év végi világranglista-helyezései
| Év       | 2005 | 2006 | 2007 | 2008 |
| Helyezés | 761. | 770. | 265. | 142. |

## Külső hivatkozások
- Corinna Dentoni profilja a WTA oldalán (angolul)
- Corinna Dentoni profilja az ITF oldalán (angolul)